# کوبیل
کوبیل (به اسپانیایی: Cubélls) یک منطقهٔ مسکونی در اسپانیا است که در نوگورا واقع شده‌است. کوبیل ۳۹٫۲ کیلومتر مربع مساحت دارد.